# 芝加哥公立學校

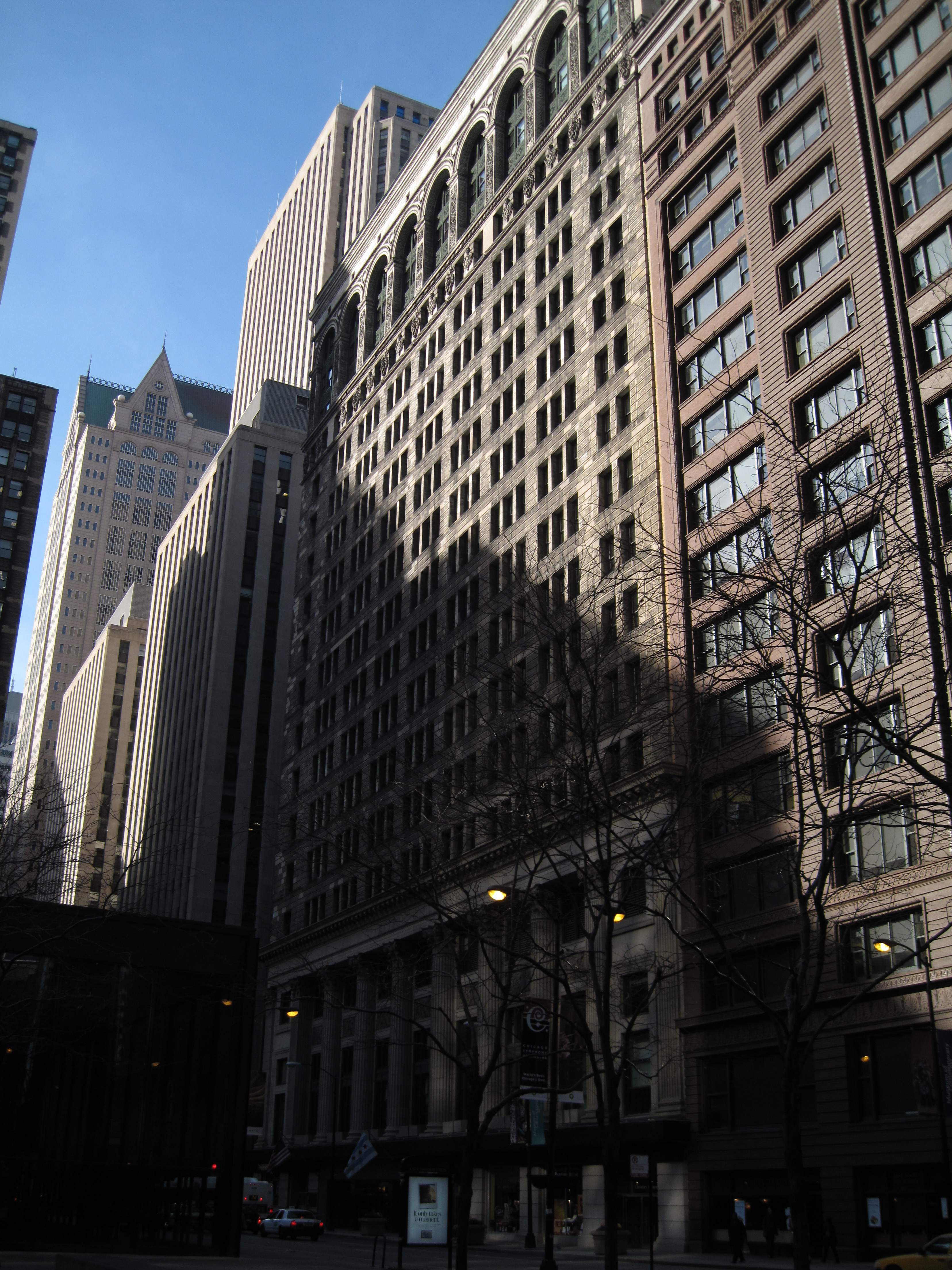
芝加哥公立學校的旧总部

芝加哥公立學校 (Chicago Public Schools, CPS)是芝加哥的学区，总部在卢普区。 CPS是美国第三大的学区。 CPS有675个学校（482个小学，122个高中，和71个“charter schools”）。